# خنفسائيات الورق
خنفسائيات الورق أو تحت فصيلة كرايزوميليني (الاسم العلمي: Chrysomelinae)، هي فُصيلة حشرات من فصيلة خنافس الأوراق.
تشمل قرابة 2000 نوع، منتشرة في جميع أنحاء العالم. العضو الأكثر شهرة في الفُصيلة هو خنفساء بطاطس كولورادو (Leptinotarsa decemlineata)، وهي آفة زراعية خطيرة.